# Rhea Perlman
Rhea Jo Perlman (Nueva York, 31 de marzo de 1948) es una actriz estadounidense conocida mundialmente por su papel de Carla Tortelli en la popular serie Cheers, de la NBC, por el cual ganó cuatro veces el premio Emmy.

## Biografía
Rhea Perlman nació en Coney Island, Brooklyn, hija de Philip Perlman (1919-2015), un inmigrante polaco que fue gerente de una fábrica de piezas de muñecas, y de Adele Miller (1922-2016), una contadora. Creció en el vecindario de Bensonhurst, Brooklyn, en una familia judía con raíces adicionales en Rusia.

## Carrera

Perlman con su esposo Danny DeVito en 2006.

Perlman fue nominada diez veces a los premios Emmy en la categoría de mejor actriz de reparto en serie de comedia por su participación en Cheers (que estuvo once temporadas en antena, desde 1982 hasta 1993), obteniendo dicho galardón en cuatro ocasiones (1984, 1985, 1986 y 1989). 
Tras finalizar Cheers, protagonizó la comedia de situación Pearl, y además apareció en las películas Canadian Bacon, de Michael Moore, y Matilda, entre otras.
Perlman es la autora de la exitosa serie de libros infantiles Otto Undercover y es una colaboradora activa del Partido Demócrata de los Estados Unidos. Está casada con el actor Danny DeVito, con quien tiene tres hijos.

## Filmografía

### Cine y televisión
- Cheers (serie de TV) (1982-1993)
- Cuentos asombrosos (serie de TV, 1 episodio: "El anillo de boda") (1986)
- Un cadáver divertido (1990)
- There Goes the Neighborhood (1992)
- Perdidas en Navidad (1992)
- Operación Canadá (1995)
- Carpool, todos al coche (1996)
- Sunset Park. Lecciones para ganar (1996)
- Matilda (1996)
- Beethoven 6 (2008)
- Leaves of Grass (2009)
- Wilfred (1 episodio) (2011)
- I'll See You in My Dreams (2015)
- SING ¡ven y canta! (2016)
- 13 (2022)
- Barbie (2023)

## Premios y nominaciones

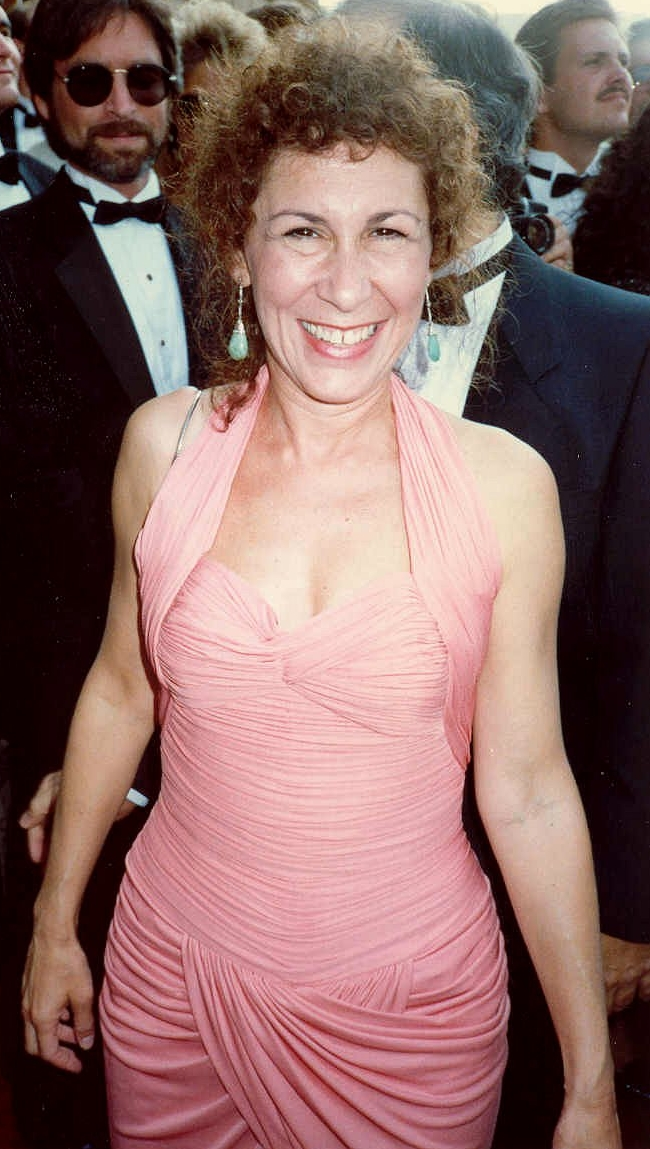
Perlman en la entrega de los premios Emmy en 1988.

### Premios Primetime Emmy
| Año  | Categoría                                  | Trabajo nominado | Resultado | Ref.  |
| ---- | ------------------------------------------ | ---------------- | --------- | ----- |
| 1983 | Mejor actriz de reparto - Serie de comedia | Cheers           | Nominada  | [ 4 ] |
| 1984 | Mejor actriz de reparto - Serie de comedia | Cheers           | Ganadora  | [ 4 ] |
| 1985 | Mejor actriz de reparto - Serie de comedia | Cheers           | Ganadora  | [ 4 ] |
| 1986 | Mejor actriz de reparto - Serie de comedia | Cheers           | Ganadora  | [ 4 ] |
| 1987 | Mejor actriz de reparto - Serie de comedia | Cheers           | Nominada  | [ 4 ] |
| 1988 | Mejor actriz de reparto - Serie de comedia | Cheers           | Nominada  | [ 4 ] |
| 1989 | Mejor actriz de reparto - Serie de comedia | Cheers           | Ganadora  | [ 4 ] |
| 1990 | Mejor actriz de reparto - Serie de comedia | Cheers           | Nominada  | [ 4 ] |
| 1991 | Mejor actriz de reparto - Serie de comedia | Cheers           | Nominada  | [ 4 ] |
| 1993 | Mejor actriz de reparto - Serie de comedia | Cheers           | Nominada  | [ 4 ] |

### Premios Globo de Oro
| Año  | Categoría                                               | Trabajo nominado | Resultado | Ref.  |
| ---- | ------------------------------------------------------- | ---------------- | --------- | ----- |
| 1985 | Mejor actriz de reparto de serie, miniserie o telefilme | Cheers           | Nominada  | [ 5 ] |
| 1987 | Mejor actriz de reparto de serie, miniserie o telefilme | Cheers           | Nominada  | [ 5 ] |
| 1988 | Mejor actriz de reparto de serie, miniserie o telefilme | Cheers           | Nominada  | [ 5 ] |
| 1989 | Mejor actriz de reparto de serie, miniserie o telefilme | Cheers           | Nominada  | [ 5 ] |
| 1990 | Mejor actriz de reparto de serie, miniserie o telefilme | Cheers           | Nominada  | [ 5 ] |
| 1992 | Mejor actriz de reparto de serie, miniserie o telefilme | Cheers           | Nominada  | [ 5 ] |